# Cadaujac
Cadaujac (en francès Cadaujac) és un municipi francès situat al departament de la Gironda i a la regió de la Nova Aquitània.

## Demografia
| 1962                                       | 1968  | 1975  | 1982  | 1990  | 1999  | 2007  |
| ------------------------------------------ | ----- | ----- | ----- | ----- | ----- | ----- |
| 1.863                                      | 2.152 | 2.537 | 2.823 | 4.137 | 4.404 | 4.716 |
| Des de 1962: població sense dobles comptes |       |       |       |       |       |       |

## Administració
| Període   | Identitat         | Partit |
| --------- | ----------------- | ------ |
| 1989-2007 | Gilbert Rousselot | UMP    |
| 2007-     | Francis Gazeau    | UMP    |

## Agermanaments
- Sabrosa